# Jörg Schönert
Jörg Schönert (* 1941 in Jena) ist ein deutscher Literaturwissenschaftler. Von 1983 bis 2007 war er Professor für Neuere Deutsche Literatur an der Universität Hamburg.

## Biographie
Schönert studierte Germanistik und Anglistik in München, Reading und Zürich. Die Qualifikationsschriften zur Promotion im Jahr 1968 und zur Habilitation im Jahr 1977 galten dem satirischen Erzählen im 18. Jahrhundert. Anschließend lehrte er als Privatdozent an den Universitäten München und Heidelberg, von 1980 bis 1983 als Professor an der RWTH Aachen, ab 1983 dann am Institut für Germanistik der Universität Hamburg.

## Forschungsschwerpunkte
- Sozialgeschichte der Literatur von 1750 bis 1920
- Methodologie und Literaturtheorie
- Narratologie
- Wissenschaftsgeschichte

Er ist Mitglied der Arbeitsstelle für Geschichte des Wissens und der Literatur (AGWL).

## Schriften (Auswahl)

### Als Autor
- Roman und Satire im 18. Jahrhundert. Ein Beitrag zur Poetik (= Germanistische Abhandlungen. 27). Metzler, Stuttgart u. a. 1969, (Zugleich: München, Universität, Dissertation, 1967/1968).
- Perspektiven zur Sozialgeschichte der Literatur. Beiträge zu Theorie und Praxis (= Studien und Texte zur Sozialgeschichte der Literatur. 87). Niemeyer, Tübingen 2007, ISBN 978-3-484-35087-8.
- mit Peter Hühn, Malte Stein: Lyrik und Narratologie. Text-Analysen zu deutschsprachigen Gedichten vom 16. bis zum 20. Jahrhundert (= Narratologia. 11). de Gruyter, Berlin u. a. 2007, ISBN 978-3-11-019321-3.
- Kriminalität erzählen. Studien zu Kriminalität in der deutschsprachigen Literatur (1570–1920) (= Juristische Zeitgeschichte. Abteilung 6: Recht in der Kunst – Kunst im Recht. 42). de Gruyter, Berlin u. a. 2015, ISBN 978-3-11-043806-2.

### Als Herausgeber
- Literaturwissenschaft und Wissenschaftsforschung (= Germanistische Symposien. Berichtsbände. 21). Metzler, Stuttgart u. a. 2000, ISBN 3-476-01751-6.
- mit Christine Künzel: Autorinszenierungen. Autorschaft und literarisches Werk im Kontext der Medien. Königshausen & Neumann, Würzburg 2007, ISBN 978-3-8260-3334-6.
- mit Ralf Klausnitzer, Wilhelm Schernus: Wilhelm Emrich – Zur Lebensgeschichte eines Geisteswissenschaftlers vor, in und nach der NS-Zeit. 2 Bände. Hirzel, Stuttgart 2018.
  - Band 1: 1929–1945: Der Werdegang eines „Geistigen“ im Einflussspektrum akademischer, beruflicher und politischer Institutionen (= Beiträge zur Geschichte der Germanistik. 9). 2018, ISBN 978-3-7776-2655-0.
  - Band 2: 1945–1959: Wilhelm Emrichs Modellierungen seiner akademischen Existenz (= Beiträge zur Geschichte der Germanistik. 10). 2018, ISBN 978-3-7776-2656-7.